# 谢觉哉故居
谢觉哉故居，最初建在湖南省宁乡市沙田乡堆子村肖家湾，后来迁移到沙田乡堆子山兰馥冲。占地面积640平方米。

## 沿革
谢觉哉故居坐落在宁乡市西郊沙田乡堆子山南馥冲，建立于1850年（清朝道光三十年），屋堂周围有围墙，堂屋悬挂着谢觉哉的肖像。
1884年（光绪十年），谢觉哉在此诞生。
故居曾经是何叔衡、姜梦周、王凌波等经常集会的地方。这里因为兰花的芳香而被誉为“南国花香在此冲”。
2013年，国务院将谢觉哉故居列入全国重点文物保护单位。

## 建筑
谢觉哉故居坐东朝西，房屋为砖木结构，占地约640平方米，由堂屋、卧室、厨房、杂屋等数间组成。现今陈列着板床、睡柜、老式灯椅、砚台等物品及谢觉哉早年的诗文手稿、日记等。